# Scelidocteus incisus
Espèce
Synonymes
- Boagrius incisus Tullgren, 1910

Scelidocteus incisus est une espèce d'araignées aranéomorphes de la famille des Palpimanidae.

## Distribution
Cette espèce est endémique de Tanzanie. Elle se rencontre vers le Kilimandjaro.

## Description
La carapace du mâle mesure 3 mm et l'abdomen 3,9 mm et la carapace de la femelle mesure 3,1 mm et l'abdomen 4,5 mm.

## Systématique et taxinomie
Cette espèce a été décrite sous le protonyme Boagrius incisus par Tullgren en 1910. Elle est placée dans le genre Scelidocteus par Zonstein et Marusik en 2020.

## Publication originale
- Tullgren, 1910 : Araneae. Wissenschaftliche Ergebnisse der Schwedischen Zoologischen Expedition nach dem Kilimandjaro, dem Meru und dem Umbegenden Massaisteppen Deutsch-Ostafrikas 1905-1906 unter Leitung von Prof. Dr Yngve Sjöstedt. Stockholm, vol. 20, no 6, p. 85-172.